# Lost Holiday: The Jim & Suzanne Shemwell Story
Lost Holiday: The Jim & Suzanne Shemwell Story is een televisiefilm uit 2007 onder regie van Gregory Goodell. Het is een kerstfilm die in de Verenigde Staten rond kerstmis 2007 uitgezonden zal worden op Lifetime Television.
De film gaat over een slecht functionerende koppel die tijdens een kerstvakantie ingesloten raakt tijdens een sneeuwstorm.
De film en acteurs werden aangekondigd op 23 maart 2007.

## Rolverdeling
- Dylan Walsh - Jim Shemwell
- Jami Gertz - Suzanne Shemwell
- Brooklynn Proulx - Taryn
- Aaron Pearl - Blake Thompson

## Voetnoten
1. ↑  The Hollywood Reporter[dode link]